# プエルトリコ関係記事の一覧
プエルトリコ関係記事の一覧（プエルトリコかんけいきじのいちらん）では、プエルトリコに関係する記事の一覧をまとめた。
- 北米
- ラテンアメリカ
- サルサ
- ヤングローズ
- プエルトリコ総督領
- プエルトリコにおけるコーヒー生産
- プエルトリコのスポーツ
- グアハタカ・トンネル
- トレン・デル・スール

## 施設

### 野球場
- エスタディオ・イシドーロ・ガルシア
- エスタディオ・フランシスコ・モンタネール
- エスタディオ・ムニシパル・ペドロ・ロマン・メレンデス
- エスタディオ・ルイス・ロドリゲス・オルモ
- エスタディオ・ロベルト・クレメンテ・ウォーカー
- パルケ・イルデフォンソ・ソラ・モラレス
- ヒラム・ビソーン・スタジアム